# Заветное (Краснодарский край)
Заветное — посёлок в Красноармейском районе Краснодарского края.
Входит в состав Протичкинского сельского поселения.

## География

### Улицы
- пер. Зелёный,
- ул. Кирова,
- ул. Кирпичная,
- ул. Свободный.

## Население
| 2002 | 2010 |
| ---- | ---- |
| 286  | ↘231 |